# Amathusia coriotincta
Amathusia coriotincta är en fjärilsart som beskrevs av Hans Ferdinand Emil Julius Stichel 1906. Amathusia coriotincta ingår i släktet Amathusia och familjen praktfjärilar. Inga underarter finns listade i Catalogue of Life.